# Pietro Gnocchi
Pietro Gnocchi (* 27. Februar 1689 in Alfianello bei Brescia; † 9. Dezember 1775 ebenda) war ein italienischer Komponist, Geograph und Historiker des Barock und der Frühklassik.

## Leben
Pietro Gnocchi, der einer wohlhabenden Familie entstammte, erhielt seine musikalische Ausbildung vermutlich in Venedig. Nach dem Tode eines jüngeren Bruders unternahm er ausgedehnte Reisen durch Europa, die ihn nach Wien, Ungarn, Böhmen, Sachsen und München führten. 1723 wurde er Kapellmeister am Dom von Brescia und 1733 bewarb er sich vergeblich auf die Stelle des Organisten, die er erst im April 1766 erhielt. Von 1745 bis 1750 war er Musiklehrer im Waisenhaus „Orfanelle della Pietà“, und mit 76 Jahren bewarb er sich erneut um eine Kapellmeister- und Organistenstelle am Dom von Brescia, die er bis zu seinem Tod im Alter von 86 Jahren ausübte. Prinz Faustino Lechi von Brescia reiste als junger Mann nach Bologna, um bei Padre Martini Musik zu studieren, der seine Überraschung darüber zum Ausdruck brachte, dass der Prinz eine solche Reise unternommen hatte, da Brescia in der Person von Gnocchi „un celebre Professore di Musica“ besaß. Prinz Lechi nahm Martinis Rat an und wurde Gnocchis Schüler, Freund und Gönner.
1802 gab Don C. Cristoni, ein Freund des Musikers, eine Terrakotta-Büste von Gnocchi in Auftrag, während der Abt Stefano Antonio Morcelli ihm zu Gedenken drei lateinische Inschriftstafeln anfertigen ließ. Die Büste und zwei der Inschriften, die lange Zeit im Kapitelsaal der Kathedrale aufbewahrt wurden, sind heute verschollen.

## Werke (Auswahl)

### Musik
Sein musikalisches Schaffen umfasst vor allem sakrale Musik, aber auch weltliche Vokalmusik und einige Instrumentalwerke. Lediglich ein 12 Stücke umfassendes Opus, die Salmi Brevi, wurden gedruckt. Stilistisch trägt seine Musik venezianische Züge. Er nutzte die Doppelchörigkeit in einer homophonen Textur, einem Stil, welcher der venezianischen Schule des Frühbarock entstammte. Gnocchis Messen für achtstimmigen Doppelchor geschrieben, gelten als seine besten Werke. Sein umfassendes, in Manuskripten erhaltenes Werk enthält, das Most zu großen Teilen in der Kathedrale von Brescia und in der Chiesa della Madonna delle Grazie, ebenfalls in Brescia aufbewahrt wird:
- 60 Messen für 4 bis 8 Stimmen, teilweise mit Instrumentalbegleitung
- 6 Requien für 2 bis 4 Stimmen
- 6 Sammlungen Vespern für ein vollständiges Kirchenjahr'
- 12 vierstimmige Magnificat
- 6 Miserere für 4 bis 8 Stimmen
- Motetten, Hymnen und weitere liturgische Musik.

Neben der sakralen Musik sind einige Instrumentalwerke bekannt.
- 8 Canzonette scherzose
- Ein Konzert für sieben Streicher und B. c.
- 12 Triosonaten für zwei Violinen und B. c. (1774)

### Als Schriftsteller
Neben seiner Tätigkeit als Musiker war Gnocchi der Verfasser einer 25-bändigen Geschichte über altgriechische Kolonien und schrieb eine Abhandlung über die Gedenktafeln in der Region Brescia. Beide Werke widmete Gnocchi dem Fürsten Faustino Lechi, seinem Freund und Gönner.

## Einspielungen (Auswahl)
- Pietro Gnocchi: Six Concertos/Sonata a tre: Main-Barockorchester / Martin Jopp. Aeolus AE 10077. (2016)

## Quelle
1. 1 2 3  Mariangela Donà: Gnocchi, Pietro. In: Grove Music Online (englisch; Abonnement erforderlich).

| Personendaten    | Personendaten                                               |
| ---------------- | ----------------------------------------------------------- |
| NAME             | Gnocchi, Pietro                                             |
| KURZBESCHREIBUNG | italienischer Komponist im Stil des neapolitanischen Barock |
| GEBURTSDATUM     | 27. Februar 1689                                            |
| GEBURTSORT       | Alfianello bei Brescia                                      |
| STERBEDATUM      | 9. Dezember 1775                                            |
| STERBEORT        | Brescia                                                     |